# زمین‌لرزه ۱۹۵۷ تونس
زمین‌لرزه تونس  در تاریخ ۲۰ فوریه ۱۹۵۷ میلادی، برابر با ‎۱ اسفند ۱۳۳۵، ساعت ۴:۴۱:۰۱ به زمان یوتی‌سی در تونس رخ داد. بزرگی آن ۵٫۶ در مقیاس ریشتر اعلام شده‌است. زمین‌لرزه به وقت محلی در روز چهارشنبه، ساعت ۵ روی داده و منطقه زمانی آن یوتی‌سی +۱ بوده‌است (با لحاظ تغییر ساعت تابستانی).
سازمان زمین‌شناسی آمریکا نیز جای این زمین‌لرزه را در مختصات ۳۶°۱۲′شمالی ۸°۵۴′شرقی / ۳۶٫۲°شمالی ۸٫۹°شرقی و بزرگی آنرا برابر با ۵٫۶ در مقیاس ریشتر اعلام کرده‌است. 
شمار کشتگان زلزله حدود ۱۳ نفر بوده‌است.